# 科尔伯尼
科尔伯尼（法語：Corbeny，法語發音：[kɔʁbəni]）是法国上法蘭西大區埃纳省的一个市镇，属于拉昂区。

## 地理
科尔伯尼（49°27'44"N, 3°49'25"E）面积15.23 平方千米，位于法国上法蘭西大區埃纳省，该省份为法国北部内陆省份，北起北部省，西接索姆省和瓦兹省，东临阿登省和马恩省，西南至塞纳-马恩省，东北部与比利时接壤。
与科尔伯尼接壤的市镇（或旧市镇、城区）包括：艾泽勒、欧比尼昂洛努瓦、贝里约、布孔维尔-沃克莱尔、克拉奥讷、瑞万库尔和达马里、圣克鲁瓦、拉维尔欧布瓦-莱蓬塔韦尔。

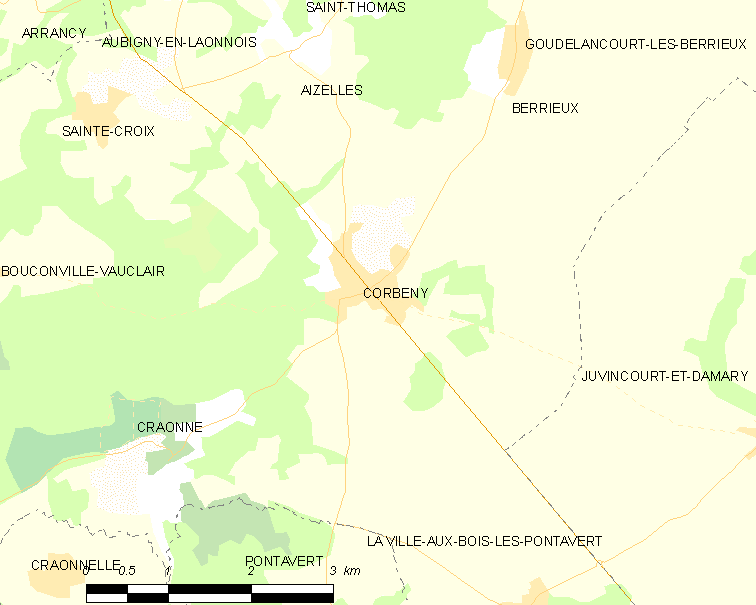
科尔伯尼的OSM定位图

科尔伯尼的时区为UTC+01:00、UTC+02:00（夏令时）。

## 行政
科尔伯尼的邮政编码为02820，INSEE市镇编码为02215。

## 政治
科尔伯尼所属的省级选区为埃纳河畔新城县。

## 人口

1962-2008年间科尔伯尼人口变化图示

科尔伯尼于2022年1月1日时的人口数量为849人。